# Real Tribunal de Minería de Nueva España
Real Tribunal de Minería fue una institución constituida por el gremio de mineros que se estableció en la Nueva España en el año de 1777. Funcionó hasta su cese en 1826.

## Historia

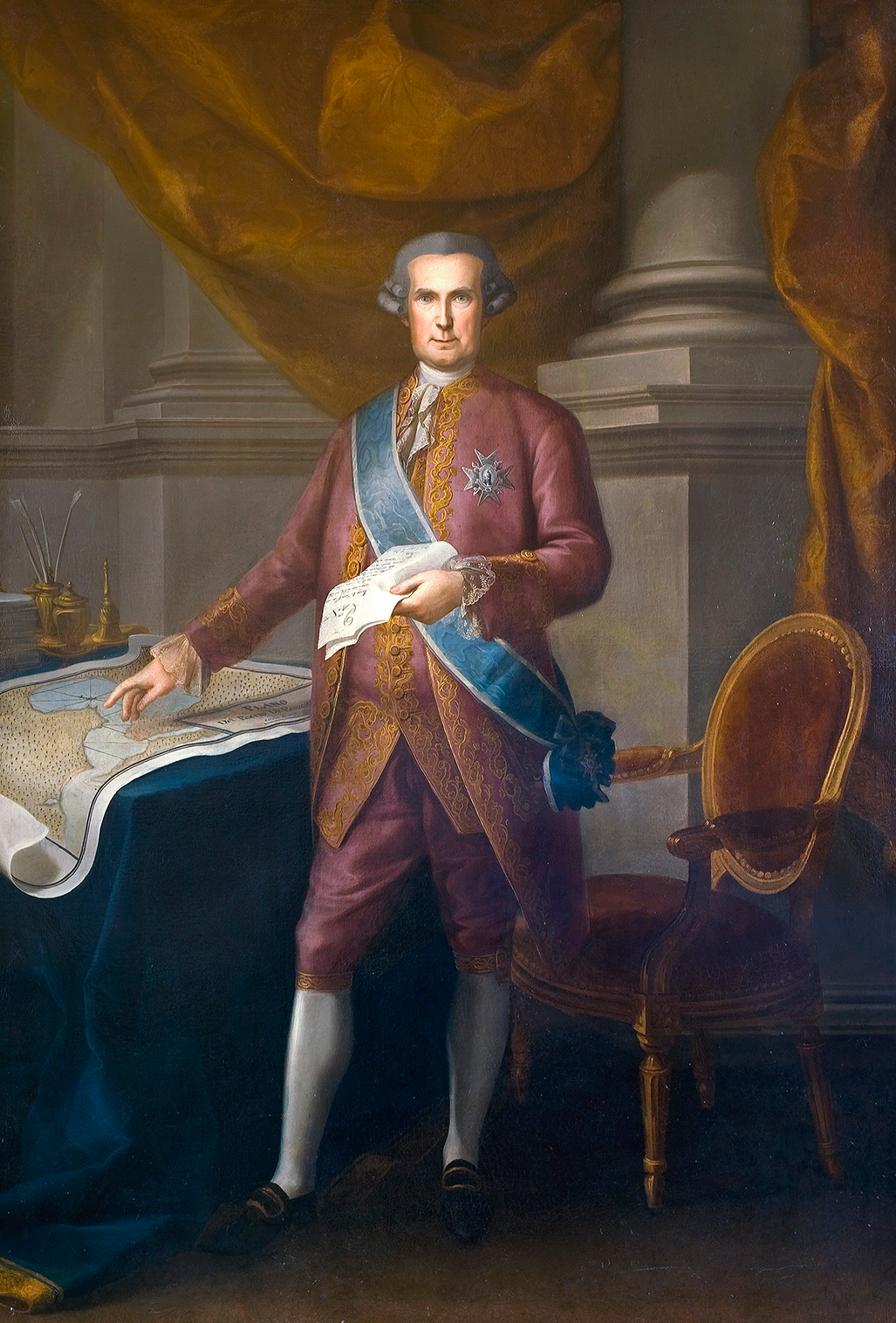
José Gálvez. Visitador de España a la Nueva España.

La principal fuente de ingresos obtenidos por la Corona española residía en la explotación minera, actividad que experimentó expansiones constantes a medida que se iban extendiendo las fronteras de las posesiones españolas en América. A esto debe agregarse el desarrollo técnico que experimentó dicha actividad para el mejor aprovechamiento del mineral.
En el siglo XVIII la industria minera de Nueva España sufrió escasez de capital para financiar mejoras tecnológicas. Este hecho, la Casa Borbón proporcionó a la industria la disminución de la carga fiscal y de utilidad de los monopolios oficiales, además elevó la posición social de quienes se dedicaban a la minería. Existían en esos momentos tres bancos de plata operaban la Ciudad de México, especializados en el  préstamo a mineros, con más de dos millones de pesos invertidos. Sin embargo, el capital líquido disponible fue insuficiente, por lo que después de 1750 declinó el número de instituciones bancarias.
Ante esta situación, José Gálvez, en 1771, al rendir al rey el informe de su visita a la Nueva España, recomendó diversas reformas en materia minera, entre ellas la elaboración de unas nuevas ordenanzas y una organización para el gremio de mineros similar al de comerciantes. Como consecuencia de este informe, en 1773 Carlos III ordenó al virrey Antonio María de Bucareli y Ursúa convocar a una junta de peritos y mineros para que ejecutaran las sugerencias del informe. Aproximadamente nueve meses después la junta redactó su propuesta al rey, que recibió la aprobación del monarca en la real cédula del 1 de julio de 1776. El 4 de mayo de 1777 los diputados representantes del gremio levantaron el acta de erección del Cuerpo y Tribunal de Minería  de la Nueva España.
En cuanto a las nuevas ordenanzas, fueron completadas por el gremio con la asistencia de los juristas Lucas de Lassaga y Joaquín Velázquez de León con el título de Ordenanzas de la Mineral de la Nueva España formadas y propuesta por su Real Tribunal de orden del Rey Nuestro Señor, en 1778, y enviadas a España para su aprobación. En ellas se reflejaba el modo de explotación minera en la Nueva España. Dichas normas fueron revisadas y promulgadas por Carlos III el 22 de mayo de 1783. Estas Reales Ordenanzas para la dirección y régimen de gobierno del Importante Cuerpo de la Minería de la Nueva España y de su Real Tribunal de 1783 se extendieron a Venezuela, Perú, Guatemala, Chile y Nueva Granada, y se constituyeron en la base de la codificación minera hispanoamericana en el siglo XIX.

## Composición
El Cuerpo de Minería consistía en un Tribunal  General de la Minería de la Nueva España ubicado en la Ciudad de México, y una diputación territorial en cada distrito minero integrado por representantes electos entre los propietarios de minas y los mineros. El Tribunal central estaba compuesto por un director general, un administrador general y tres representantes generales. Debían ser mineros con más de 10 años de experiencia, preferentemente quienes hubieran sido jueces o diputados territoriales de minería. El director y el administrador eran electos entre los representantes para periodos de nueve y seis años respectivamente. 
El Tribunal era el órgano ejecutivo de la industria. Funcionaba como tribunal de primera instancia en un radio de 25 leguas a la redonda y, a partir de 1793, como tribunal de apelación en casos de minería sentenciados en las diputaciones, así como consejo de directores del Banco de Avíos. Además se consideró a 12 consultores, mineros con experiencia a quienes pudiera pedirse dictamen en caso de necesidad, con un secretario encargado del personal del Tribunal.
En los reales de minas, como se les llamaba entonces a los distritos mineros, había dos diputados territoriales y cuatro sustitutos elegidos mediante votación directa por los demás mineros. Su función consistía en promover los intereses de los mineros, vigilar el estado de las minas e informar anualmente al Tribunal. En materia de justicia actuaban como jueces de primera instancia, solamente en lo relacionado con la minera. Conocían de las causas relativas a descubrimiento, pertenencias, medidas, desagües, deserciones y despilaramiento de minas, avíos y rescates de metales. También conocían en materia criminal de los hurtos cometidos sobre metales en piedra oro, plata, plomo, herramientas  y demás artículos pertenecientes a las minas, así como de otros crímenes, como las insubordinaciones, cometidos en las minas o beneficios. Cuando se trataba de penas corporales o que implicaban mutilación, los tribunales mineros solo realizaban la aprehensión del criminal y el expediente de la causa, y luego lo entregaban a los jueces reales en correspondencia con la sala del crimen de la Real Audiencia
El procedimiento había de ser breve, sin discusiones, sin la intervención de abogados, y verbal si la causa no superaba los 200 pesos. Las apelaciones procedían solamente en asuntos con un importe mayor a 400 pesos y respecto de sentencias definitivas que produjesen un daño irreparable. Las apelaciones eran del conocimiento de un Juzgado de Alzadas con sede en la Ciudad de México, integrado por un oidor de la Real Audiencia, nombrado por el virrey, el director general del Tribunal y un minero elegido cada tres años en la Junta General de Mineros. Otro juzgado de Alzadas se estableció en Guadalajara para conocer de las apelaciones a sentencias dictadas en un radio de 20 leguas, integrado por un oidor que designaba el regente de la Audiencia a dos mineros elegidos también en la Junta General de Mineros. En cada provincia había además un Juzgado de Alzadas integrado por un juez, nombrado por el rey,  y dos mineros. Ante los Juzgados de Alzada cabía la suplicación, cuya resolución tenía carácter de definitiva.
Los integrantes del Real Cuerpo de Minería gozaban de los privilegios de los nobles, con preferencia en los nombramientos para puestos políticos, militares y eclesiásticos. Tenían garantizado el acceso a materias primas a bajos precios y empleaban en lo posible como trabajadores a individuos de raza negra, mestizos de clase baja y criminales, además de que evitaban siempre que fuera posible el empleo de indígenas. 

### El Banco de Avíos
El Banco de Avíos debía reunir dos millones de pesos sobre el que estaba asegurado un interés de cada marca de plata del impuesto recolectado por la Corona. Para su funcionamiento se formó un fondo dotal con el impuesto cobrado a los mineros (“señoreaje”) y con el impuesto cobrado por la plata que entrara en la casa de moneda o se remitiera en pasta a España. Para la concesión de créditos a los mineros, el Banco solicitaba a los dueños de minas sus títulos de propiedad y posesión y todas las pruebas que respaldaran lo dicho sobre la mina o minas. El Tribunal, por su parte, hacía todas las diligencias judiciales y extrajudiciales convenientes al caso.
El Banco tuvo una corta vida, comenzó a funcionar como tal en 1784, cuando llegaron las ordenanzas a Nueva España. La muerte de Juan Lucas de Lassaga y Joaquín Velázquez de León provocó una grave crisis que frenó su desarrollo, hasta que por real orden el 27 de mayo de 1786 se suspendieron sus actividades financieras.

### Real Seminario de Minería
El Real Cuerpo de Minería estableció  además una escuela de minería, el Real Seminario de Minería de la Nueva España o Colegio de Minería, el cual abrió por primera vez sus puertas el 1 de enero de 1792.

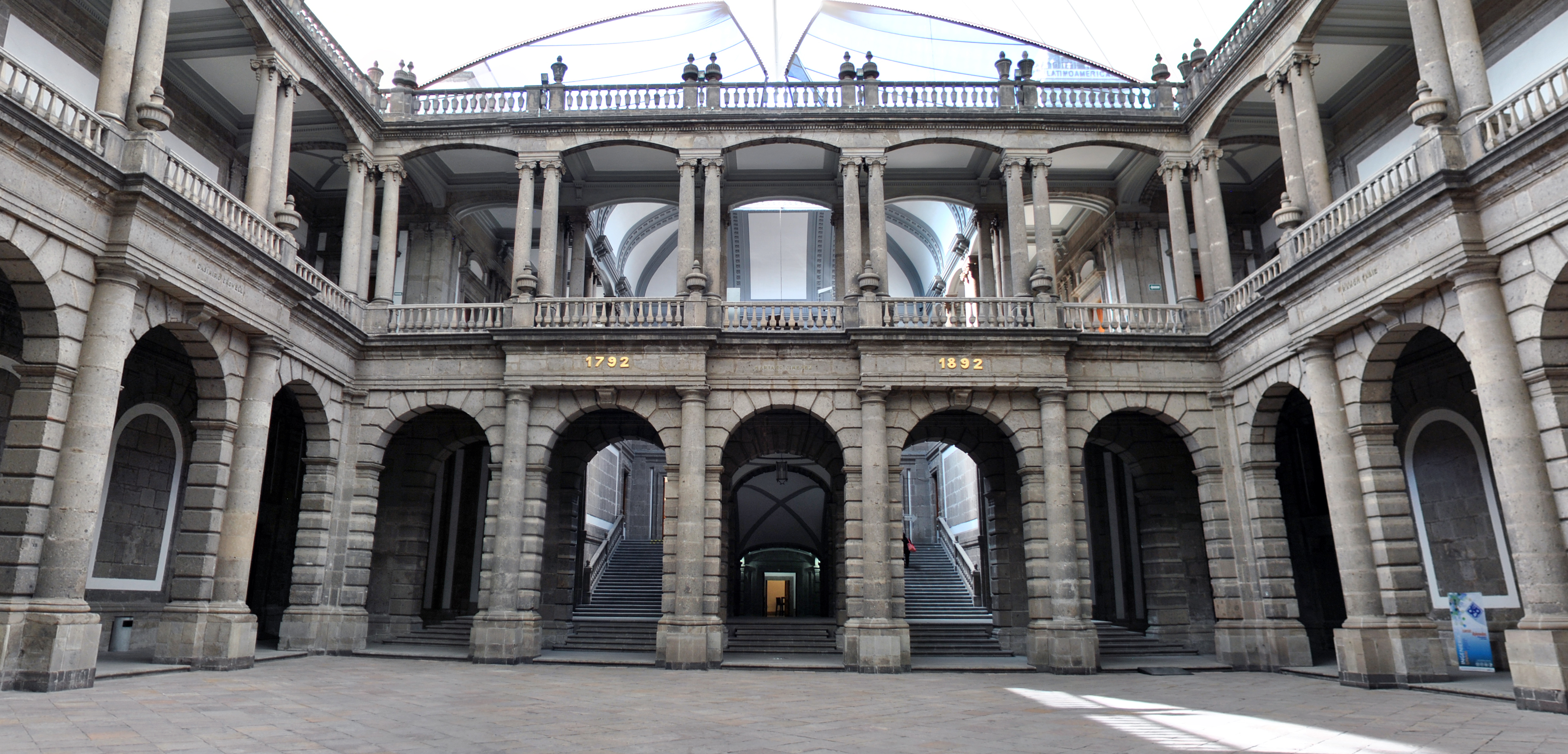
El señorial patio principal del Palacio de Minería en la actualidad.

En las ordenanzas quedó establecido que la dirección y el gobierno del Colegio estaría a cargo del director general de minería, quien estaba facultado para proponer al tribunal a maestros y empleados, así como hacer selección de alumnos, proponer materias y métodos o planes de estudio previa consulta al cuerpo docente. Era el responsable de formular el reglamento del Colegio para ser sometido a la aprobación del rey. El Colegio contaba también con un rector y un vicerrector, ambos eclesiásticos.

## Préstamos y donativos a la Corona

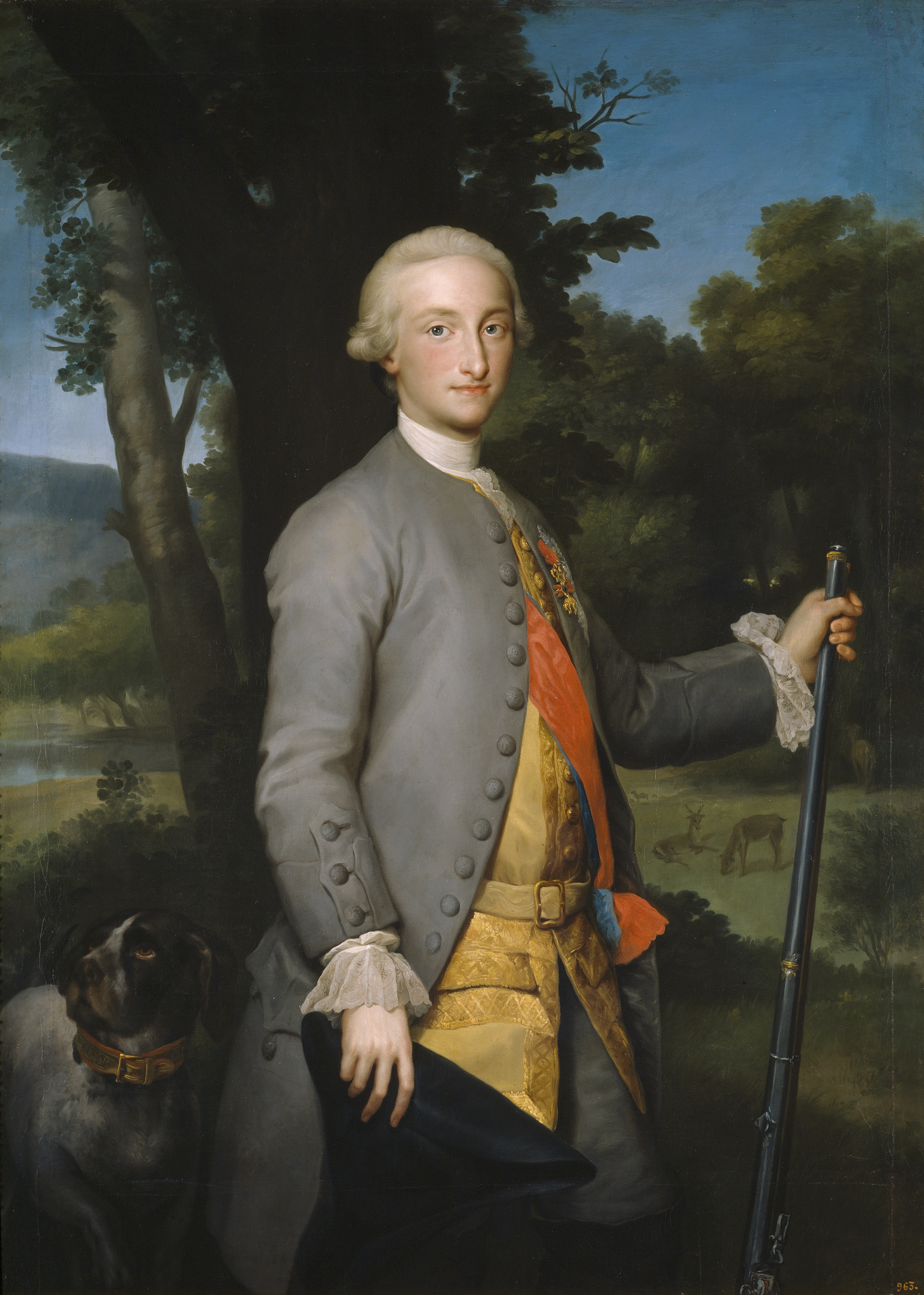
Carlos IV, cuando aún era príncipe de Asturias, recibió un donativo del Real Cuerpo de Minería. Retrato de Mengs (Museo del Prado, Madrid).

El Real Cuerpo de Minería realizó varios préstamos y donativos a la Corona española, los cuales se resumen a continuación:
| Año       | Concepto       | Cantidad        | Destino                       |
| --------- | -------------- | --------------- | ----------------------------- |
| 1777      | Donativo       | 300 000         | Astillero de Coatzacoalcos    |
| 1780      | Donativo       | 100 000         | Príncipe de Asturias          |
| 1781      | Donativo       | 50 000          | Princesa de Asturias          |
| 1781      | Donativo       | 6000            | Virrey Martín de Mayorga      |
| 1782      | Préstamo       | 1 millón        | Guerra vs. Inglaterra         |
| 1790      | Donativo       | 100 000         | Paz con la Regencia de Argel  |
| 1793      | Préstamo       | 1 millón        | Guerra vs. Francia            |
| 1794      | Préstamo       | 1 millón        | Guerra vs. Francia            |
| 1797      | Donativo       | 12 000          | Combate a epidemia de viruela |
| 1800      | Donativo       | 500 000         | Guerra vs. Inglaterra         |
| 1804-1809 | Financiamiento | 88 800          | Puente de Zimapán             |
| 1805      | Donativo       | 300 000         | Urgencias de la Corona        |
| 1807      | Préstamo       | 200 000         | Desagüe de Huehuetoca         |
| 1808-1812 | Donativo       | 310 000         | Cañones vs. Napoleón          |
| 1810      | Préstamo       | 1000            | Combate a la Insurgencia      |
| Total     |                | 4 967 800 pesos |                               |

Los préstamos y donativos otorgados por el Real Cuerpo de Minería fueron causa de su propia ruina. 
El 20 de mayo de 1826, el primer presidente de la República, Guadalupe Victoria, promulgó la ley del Congreso de la Unión que extinguió el Tribunal de Minería. En su lugar, se creó un "Establecimiento de Minería". El antiguo Tribunal de Minería  quedó obligado a liquidar sus cuentas, en un plazo máximo de dos meses. La ley del 20 de mayo de 1826 reconoció las cantidades tomadas por la nación para urgencias del Estado. El "Establecimiento de Minería" al suceder al Tribunal novohispano, sin facultades jurisdiccionales, era esencialmente una oficina encargada del pago de los acreedores del fondo dotal.

## Citas
1. ↑  Méndez (2012); 59-63